# Jean-Pierre Cuny
Pour les articles homonymes, voir Cuny.
Jean-Pierre Cuny est un réalisateur, écrivain français et ancien collaborateur de Pierre Bellemare, né en 1930 à Lunéville et mort en 2000.

## Famille
eFrançais, né à Lunéville en Lorraine il grandit en Auvergne . À la fin de la guerre, il a vécu au Maroc pendant une dizaine d'années où il entame une carrière de journaliste. Issu d'une fratrie de quatre enfants (un frère Bernard, et deux sœurs Anne-Marie et Marie-Thérèse), il est le fils de Andrée Stein, modiste, et de Jean Alfred Fortunat Cuny, successivement vigneron en Lorraine , comptable , directeur d'un cabinet d'assurances , puis buraliste à Casablanca .
Il est le frère de l’écrivaine Marie-Thérèse Cuny  et le beau-frère du producteur de télévision Jacques Solness à qui l'on doit avec Jacques Antoine, Le Schmilblic. Il a été le gendre du Lieutenant-Colonel Jean Bourgoin, chef de projet et ingénieur en chef du déplacement des temples d'Abou Simbel en Égypte.
Il est un des descendants de Jacques Cuny, Lieutenant Général du Comté de Ligny qui a repris la noblesse de sa mère le 18 juillet 1629 avec les armes de la famille “de Fleury” , , et il est également le petit-fils de l’architecte Charles Cuny (Maison Cuny-Mangin).
Il a eu trois fils, dont le producteur Julien Cuny,.

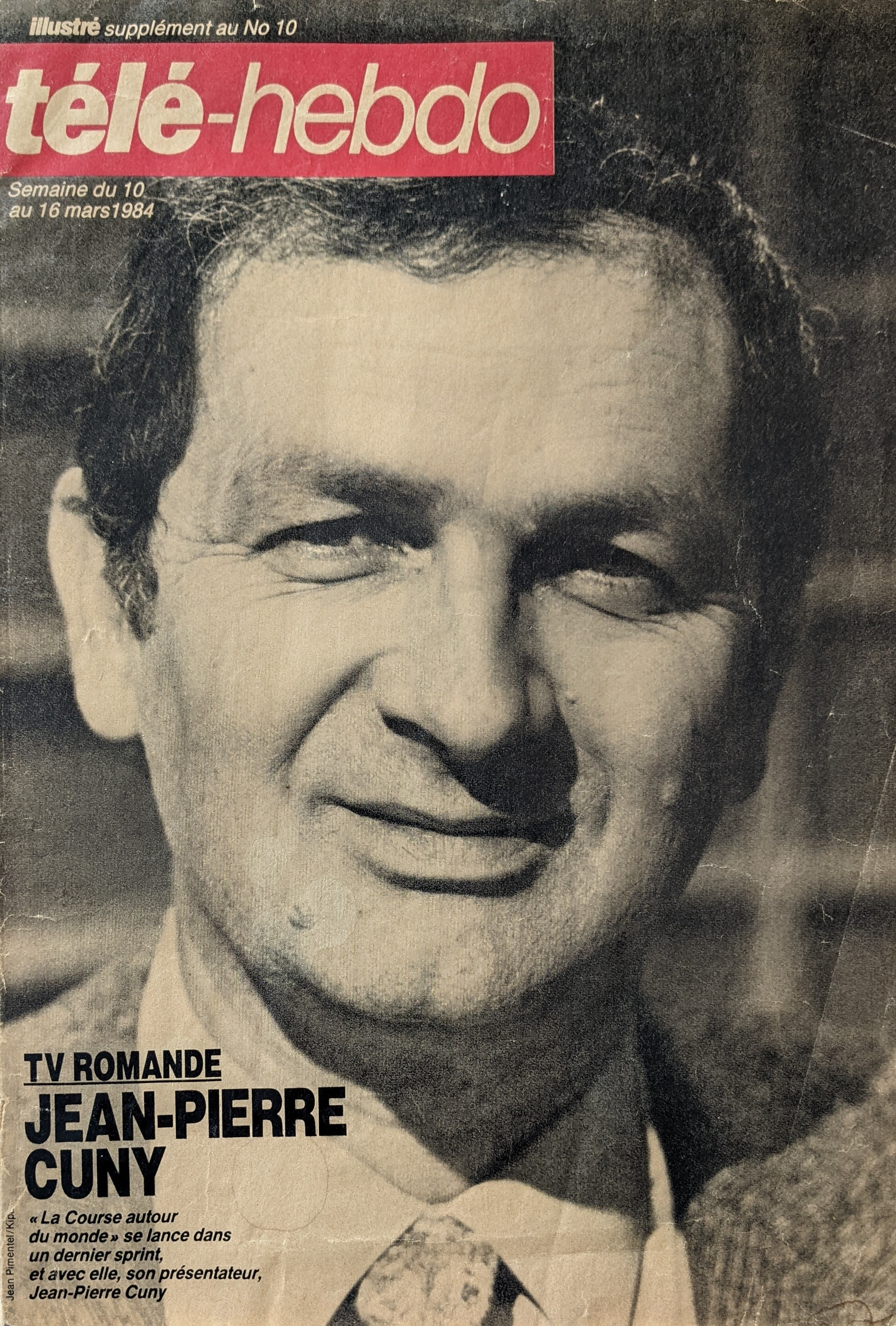
1984 tv magazine cover

## Études
Ancien élève au lycée Lyautey de Casablanca, où il s'est distingué par son don pour la poésie, il a ensuite intégré des études préparatoires en hypokhâgne et khâgne, puis suivi une licence de lettres, ce qui lui a permis d'être journaliste de presse écrite au Maroc pendant douze ans, notamment à La Vigie marocaine.
Il avait pour ami l'écrivain Jean Giono qui l'a encouragé dans cette voie,,.

## Émissions présentées
Il fait ses premières expériences de télévision à Télé Monte Carlo où il anime une émission régionale de 24 minutes, puis Télé-Union. Dans le milieu des années 1975 l’agence Interpress, à Paris, réalise des portraits de Jean-Pierre Cuny pour annoncer qu’il remplacera Pierre Bellemare dans l'émission La Tête et les Jambes, mais finalement l’émission sera présentée par Philippe Gildas.
Par la suite Jean-Pierre Cuny devient le présentateur de La Course autour du monde, La Vie des plantes, Vous êtes formidables, Le point d'interrogation et Le Francophonissime. Les vidéos sont maintenant disponibles sur Youtube.
Dès 1963, alors journaliste, il désire réaliser un documentaire sur les plantes, mais il faudra attendre 1978 et sa rencontre avec le botaniste Jean-Marie Pelt afin de commencer le projet. La série L'Aventure des plantes sortira officiellement sur les chaînes de télévision en 1982. C'est une adaptation très large, écrite et réalisée par Jean-Pierre Cuny, d'un livre intitulé "Évolution et Sexualité des Plantes" dont l'auteur est Jean-Marie Pelt. De ce fait, celui-ci est présenté comme co-auteur de la série, même s'il n'y a pas participé. Jean-Pierre Cuny a écrit et en récite le commentaire "avec autant d'humour que de talent" (Citel, 1989). La série recevra un 7 d'or en 1987 et a été diffusée dans 43 pays. TELERAMA écrit alors : "Une série splendide qui fera date dans l'histoire de la télévision".

## Publications en langues française et italienne
- La Prodigieuse aventure des plantes  (ISBN 2213009880)
- L'Aventure des plantes
- L’Aventure des plantes : 51 histoires extraordinaires
- Vita sociale e amorosa delle piante (la vie sociale et amoureuse de la plante) en collaboration avec Jean-Marie Pelt, éditeur Garzanti, 1983
- C’est arrivé un jour (tome 1 et tome 2) en collaboration avec Pierre Bellemare
- Les tueurs diaboliques de Pierre Bellemare (adaptation de Jean-Pierre Cuny)

## Réalisations documentaires
- L'Aventure des plantes I (d'après un livre de Jean-Marie Pelt [23] en 1982)
- L'Aventure des plantes II (réalisateur et auteur principal, 1987), qui a reçu un 7 d'or. Disponible en téléchargement et dvd sur le site de l'Institut national de l'audiovisuel [24]. Un mini-film extrait de cette série est sortie en salle de cinéma pour la première fois en 2019[25].
- La Vie des plantes
- Les Inventions de la vie (deux séries : 1989 et 1993)
- Plantes aux frontières de l’impossible (1991)
- Des plantes et des hommes (1991)
- Plantes parasites et carnivores (1991)
- La guerre des plantes (suite de l'Aventure des plantes), coréalisé avec Jean-Marie Pelt (1986)
- Le Prince et le Zoo (entre 1970 et 1980) - Interview de 22 minutes du Prince Rainier III au sujet du zoo de Monaco et le sauvetage des animaux de ce refuge pour animaux abandonnés ou récupérés à la suite de saisies douanières. Le tournage a lieu dans l'enceinte du zoo.
- Les Vikings au Groenland (1965) - Série "Le point d'interrogation"
- Il pleut, il pleut berger... (1964) - Série "Vous êtes formidables"

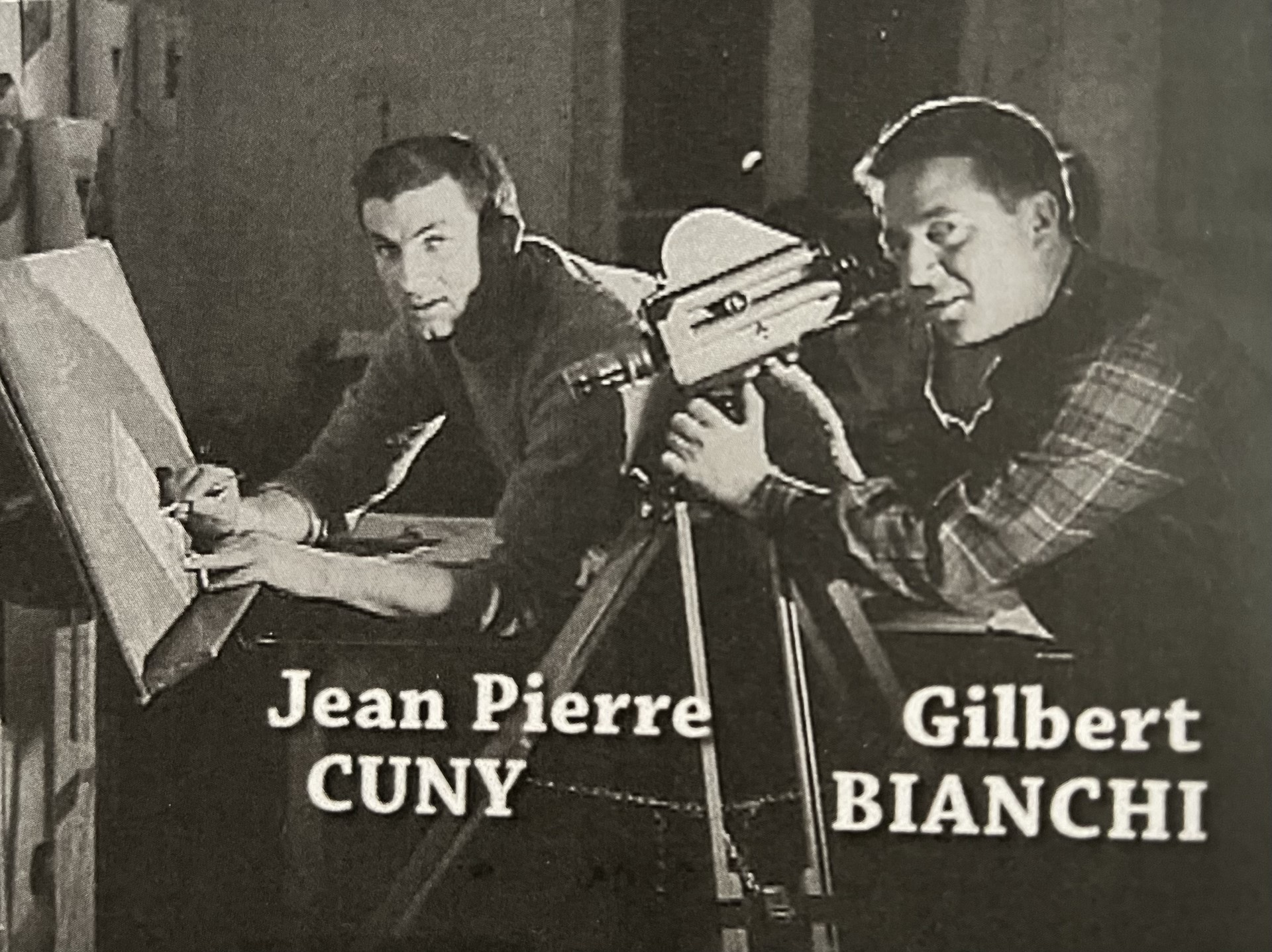
Le duo Jean-Pierre Cuny et Gilbert Bianchi

Une grande partie de ces documentaires a pu être sauvée grâce à Gilbert Bianchi, caméraman à l'époque.

## Prix et Héritage intellectuel
- Mention spéciale du jury dans la catégorie Faune - Flore, pour l'épisode "La fleur enceinte" de la série L'Aventure des plantes I, lors des premières rencontres internationales du film de l'environnement et de la nature (Royan, 1982). Le même épisode était également en compétition, doublé en anglais, pour le Prix A.B.U. (Asian Broadcasting Union) qui s'est tenu à Singapour en octobre 1982 ;
- 7 d’or en 1987 pour L’Aventure des plantes II [26] ;
- Prix de l'Association des critiques et informateurs de télévision pour L’Aventure des plantes [27] ;
- Sociétaire de la Société des Gens de Lettres ;
- Sociétaire de la Société civile des auteurs multimédia ;

En hommage  à Jean-Pierre Cuny et Jean-Marie Pelt, l'Institut européen d'écologie lance en 2018 un festival du film sur la transition écologique : MAPLANET(e), International Film Festival. Le festival est soutenu par la ville de Metz, Metz Métropole, le Ministère de la Transition Écologique et Solidaire, et plusieurs partenaires privés.

## Citations
- « Tout corps plongé dans un liquide finit par avouer. »
- «On peut parler d’adaptation, de hasard ou de création divine. Mon rôle consiste à sensibiliser le plus de gens possibles, à divulguer les découvertes de la science. Je le fais avec des mots simples, un peu de poésie et d’humour si possible, et en faisant parfois appel à des comparaisons audacieuses…».